# Сулятичи
Сулятичи (укр. Сулятичі) — село в Журавновской поселковой общине Стрыйского района Львовской области Украины, находится в месте впадения реки Нечич в реку Свича.
Население по переписи 2001 года составляло 593 человека. Занимает площадь 2,586 км². Почтовый индекс — 81791. Телефонный код — 3239.